# Немуро (округ)
О́круг Немуро́ (яп. 根室振興局, ねむろしんこうきょく, МФА: [nemuɾo ɕinkoːkʲoku̥]) — округ префектури Хоккайдо в Японії. Центральне місто округу — Немуро.
Заснований 1 квітня 2010 року шляхом реорганізації О́бласті Немуро́ (яп. 根室支庁, ねむろしちょう, МФА: [nemuɾo ɕi̥t͡ɕoː]). Остання була заснована 1897 року.

## Географія
Округ знаходиться на північно-східній околиці о. Хоккайдо. Японія відносить до його складу також окуповані Росією території: південні Курильські острови: Еторофу (Ітуруп), Кунасірі (Кунашир), Сикотан (Шикотан) та острови Хабомай, забрані 1945 р. Межує з округами Кусіро та Охотськ. Омивається Охотським морем, Кунаширською протокою, протокою Зради, Радянською протокою та Тихим океаном. Хоча Японія вважає протоки в районі Південних Курил власними, проводячи спільну з Росією межу і межу округу та префектури  протокою Фріза. Частина округу розташована на сході півострова Сіретоко.

## Адміністративний поділ
Контрольована Японією територія:
- о. Хоккайдо:
  - Немуро (част. (16), (місто — 1)
  - Повіт Ноцуке: Бецукай (2)
  - Повіт Сібецу: (3, 4)
    - Нака-Сібецу (3)
    - Сібецу (4)

  - Повіт Менасі: Раусу (5)

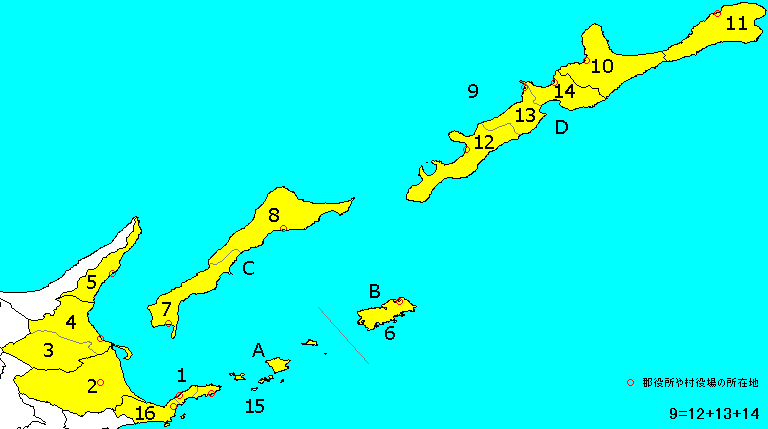
Округ Немуро згідно японського законодавства

(нижче наведені населені пункти округу, що згідно з офіційною позицією японського уряду вважаються окупованими Росією)
- о. Шикотан (В):
  - Повіт Сікотан (6)
    -  Малокурильське (6)
- о. Кунашир (С):
  - Повіт Кунасірі (C):
    - Томарі (7)
    - Руйобецу (8)
- о. Ітуруп (D):
  - Повіт Еторофу (12, 13, 14)
  - Повіт Шяна (10)
  - Повіт Сібеторо (11)
- О-ви Хабомай (А):
  - м. Немуро (част.) (15)